# Orebici
Orebici – jeden z radykalnych odłamów husytyzmu.
Była to wspólnota religijna powstała w wyniku działalności duchownych husyckich we wschodnich Czechach z głównym ośrodkiem i miejscem spotkań na górze Oreb (góra) pod Třebechovicami, gdzie zbierały się tysiące wiernych, aby wysłuchać kazania i przyjąć komunię świętą pod dwiema postaciami. Na ich czele stał ksiądz Ambroży Hradecký.
Po uchwaleniu czterech artykułów praskich orebici przyjęli radykalne poglądy zbliżone do wyznania taborytów. Uznawali, że prawa boskie powinny być jedyną normą stosunków międzyludzkich, a Kościół powinien powrócić do czasów apostolskich. Wyznawali wspólnotę majątkową. Zreformowali i uprościli obrzędy mszy świętej. Przyjęli własną doktrynę opartą wyłącznie na Piśmie Świętym oraz zorganizowali ligę miast czeskich z głównym ośrodkiem w Hradcu Králové.
Gdy w 1421 roku do orebitów przystąpił Jan Žižka, wspólnota przeobraziła się w radykalną organizację militarną złożoną z fanatycznych oddziałów zbrojnych. Orebici postawili sobie za cel używanie siły wojskowej do szerzenia wyznawanych poglądów oraz walki zbrojnej z przeciwnikami religijnymi.
Po śmierci hetmana Jana Žižki w 1424 roku orebici przeobrazili się w ruch sierotek.